# Chang Kalāgh
Chang Kalāgh (persiska: چنگ کلاغ) är en ort i Iran.   Den ligger i provinsen Khorasan, i den nordöstra delen av landet, 700 km öster om huvudstaden Teheran. Chang Kalāgh ligger 1 542 meter över havet och antalet invånare är 201.
Terrängen runt Chang Kalāgh är huvudsakligen platt, men västerut är den kuperad. Terrängen runt Chang Kalāgh sluttar norrut. Runt Chang Kalāgh är det ganska glesbefolkat, med 25 invånare per kvadratkilometer. Närmaste större samhälle är Sarhang, 18,1 km öster om Chang Kalāgh. Trakten runt Chang Kalāgh består i huvudsak av gräsmarker.